# Chinese Coffee
Chinese Coffee es una película independiente dramática de 2000 dirigida por Al Pacino y protagonizada por Pacino y Jerry Orbach. El guion fue escrito por Ira Lewis, basado en su obra de teatro homónima. La trama está ambientada en la ciudad de Nueva York, donde dos viejos amigos luchan con su relación, que se ha vuelto difícil después de años de desconfianza y resentimiento por fracasos profesionales y personales.
El filme se estrenó en el Festival de Cine de Telluride de 2000 y también se proyectó en el Festival de cine de Tribeca de ese año.

## Trama
Ambientada en Greenwich Village alrededor de 1982, Harry Levine (Pacino) es un escritor en apuros que se gana la vida como portero, hasta que lo despiden. Desesperado por dinero, visita a su amigo Jake Manheim (Orbach), un fotógrafo, para cobrar una vieja deuda. Después de que Jake le dice que no tiene el dinero, los dos entablan una conversación de toda la noche sobre sus respectivas áreas artísticas, amores pasados y presentes y los rumbos que están tomando sus vidas.

## Producción
Al Pacino dirigió la adaptación cinematográfica de la obra Chinese Coffee. Ira Lewis, quien escribió la obra original, también escribió el guion de la película.
El filme se estrenó en Nueva York como parte del Festival de Cine de Tribeca. Filmada casi exclusivamente como una conversación entre los dos personajes principales, narra la amistad, el amor, la pérdida y el humor de la vida diaria. Después de años, Pacino permitió que se lanzara en DVD el 19 de junio de 2007 como parte de una colección de tres películas llamada Pacino: An Actor's Vision.
Howard Shore compuso la banda sonora original de la película, antes de que se contratara a Elmer Bernstein para reemplazarlo.

## Antecedentes
El guion es una adaptación de la obra de teatro de dos personajes y un acto del mismo nombre escrita por Lewis. A diferencia de la película, toda la acción se lleva a cabo en el pequeño apartamento de Greenwich Village de Manheim. La película fue producida y lanzada trece años después del debut de Chinese Coffee en el teatro. La primera producción puesta en escena fue una función cerrada off-Broadway en agosto de 1987, en el Apple Corps Theatre de la ciudad de Nueva York. Fue producida por Robert Barash, dirigida por David Margulies y protagonizada por Al Pacino como Harry Levine y Marvin Silbersher como Jacob Manheim.
La obra se estrenó más tarde en el Circle in the Square Theatre de Broadway en 1992, dirigida por Arvin Brown, con Pacino repitiendo su papel como Harry Levine y Charles Cioffi como Jacob Manheim.